# Liste der denkmalgeschützten Objekte in Handenberg
Die Liste der denkmalgeschützten Objekte in Handenberg enthält die denkmalgeschützten, unbeweglichen Objekte der Gemeinde Handenberg im österreichischen Bezirk Braunau am Inn.

## Denkmäler
| Foto  |                 | Denkmal | Standort                           | Beschreibung | Metadaten |
| ----- | --------------- | --- | ---------------------------------- | --- | --- |
| ja BW | Datei hochladen | Kath. Pfarrkirche hl. Martin und Friedhof mit Ummauerung, Torbau und Kriegerdenkmal HERIS-ID: 52175 Objekt-ID: 58553 | Handenberg Standort KG: Sandthal   | Eine Kirche in Handenberg wurde 1112 erstmals urkundlich erwähnt. Die heutige Pfarrkirche hl. Martin ist eine zweischiffige gotische Hallenkirche, deren stilistische Eigenschaften Oswald Bürkel als Baumeister vermuten lassen. Von der Bauweise her ist sie eine Weiterentwicklung der Spitalskirche zu Braunau. Der Turm wurde 1598 errichtet und um 1710 ausgebaut, er besitzt einen Zwiebelhelm. Das Langhaus ist 4½ jochig, mit Sternrippengewölbe und runden Schlusssteinen, der Chor zweijochig mit 3/8-Schluss. Neben der südlichen Vorhalle ist das ehemalige Beinhaus mit Netzrippengewölbe, heute befindet sich darin die Lourdesgrotte. Der Hochaltar von 1658 stammt vom Tischler Sebastian Dusler und vom Bildhauer Balthasar Mayr aus Burghausen. Aus der Zeit vom 15. bis zum 18. Jahrhundert sind einige Grabsteine erhalten geblieben. Die Glocken werden auf 1584 und 1596 datiert. | BDA-Hist.: Q21853308 Status: § 2a Stand der BDA-Liste: 2025-06-30 Name: Kath. Pfarrkirche hl. Martin und Friedhof mit Ummauerung, Torbau und Kriegerdenkmal GstNr.: .38, 616/2, 616/1, 1308/5, .119 Pfarrkirche Handenberg |
| ja    | Datei hochladen | Pfarrhof HERIS-ID: 77993 Objekt-ID: 91633                                                                            | Handenberg 8 Standort KG: Sandthal | | BDA-Hist.: Q38150999 Status: § 2a Stand der BDA-Liste: 2025-06-30 Name: Pfarrhof GstNr.: 613/1 |
| ja    | Datei hochladen | Bildstock HERIS-ID: 77982 Objekt-ID: 91620                                                                           | Standort KG: Sandthal              | Der an der östlichen Ortseinfahrt über dreieckigem Grundriss errichteter Bildstock mit Zeltdach über stark profiliertem Gesims stammt aus dem 18. Jahrhundert. Die flachbogige Figurennische mit rezenter Madonna ist von Putzlisenen flankiert. | BDA-Hist.: Q38150918 Status: § 2a Stand der BDA-Liste: 2025-06-30 Name: Bildstock GstNr.: 631 |